# Murillo de las Limas
A veces denominado más abreviadamente como Murillo las Limas, más raramente Murillo de Ebro o, incluso, más antigua y excepcionalmente Murillo cabe Tudela.
Fue una antigua villa de señorío ubicada en la Merindad de Tudela, siendo actualmente un caserío despoblado dentro del término municipal de Tudela, a unos 7 kilómetros al norte, junto a los límites municipales de Arguedas, que la rodea por el norte y el oeste, y colindando también por el norte con las Bardenas Reales. El río Ebro delimita el término también por el sur, como Tudela, y por el oeste.

## Geografía

### Demografía
A finales del siglo XVIII ya constaba un exigua población de poco más de 12 de habitantes. En los años 1817-18, a tenor de un censo tomado erróneamente, se toma el caso de Murillo las Limas, con un solo habitante efectivo, aunque 32 censados, como ejemplo para que las cortes reconsideren el reparto y valoración de la riqueza.
En 1858 tenía 14 habitantes; en 1862, 31; en 1887, 2; en 1930, 36; en 1940, 37; en 1950, 35 habitantes y ya en 1960, unos 29.

### Paraje
Actualmente es una región natural que sigue figurando toponímicamente en la cartografía.
En la actualidad este paraje, el Soto de Murillo las Limas, además de su relevancia cinegética, tiene valor cerealístico, especialmente por su cultivos de arroz al igual que las colindantes tierras de Arguedas

## Historia
Fue donado por Sancho Ramírez, antes de ser conquistado, al monasterio de San Ponce de Tomeras.
En 1249, según menciona Madoz, Pedro Jordán, en pago de deudas, donó el castillo y la villa de Murillo a Guillermo Valdovino y su mujer, por 1600 maravedís alfonsinos de oro y 4.000 meallas mozmedinas jacefinas, buenas, de buen oro. Poco después recayó en manos del rey Teobaldo II. Se mantuvo en manos reales durante varios decenios más hasta que el rey Juan II, en 1432, lo donó a García de Lacambra, justicia de Tudela, en pago de 2.500 florines prestados para la guerra con Castilla.
En 1582, Felipe Enríquez de Navarra y Lacarra, señor de Ablitas, entonces mariscal de Navarra, levantó una horca en Murillo de las Limas, término perteneciente a su patrimonio. Posteriormente queda vinculado al patrimonio del Condado de Ablitas.
Esta villa de señorío perduró hasta mitades del siglo XIX, fechas en las que, al compás de las sucesivas desamortizaciones realizadas, desaparecieron las jurisdicciones señoriales.
En un cerro próximo, hacia el oeste, se situaba el castillo de Mirapeix demolido en el siglo XVIII, así como parte del mismo, la Torre de Mari Juan (Tudela).